# 41

## Події
- Імператором Римської імперії стає Клавдій.

## Померли
- 24 січня — В результаті змови під час Палатинських ігор у Римі преторіанський воєнний трибун Кассій Херея убив 29-літнього імператора Гая Юлія Цезаря Германіка Калігулу з династії Юліїв-Клавдіїв.
- Мілонія Цезонія — дружина римського імператора Калігули.
- Публій Ноній Аспренат — давньоримський консул.